# Głupich nie sieją
Głupich nie sieją (ang. A Farewell to Fools) – rumuńsko-niemiecko-belgijska komedia wojenna z 2013 roku w reżyserii Bogdana Dumitrescu, zrealizowana na podstawie opowiadania Śmierć Ipu autorstwa Titusa Popovici.
Główne role zagrali Gérard Depardieu jako Ipu i Bogdan Iancu jako chłopiec Alex. W pozostałych rolach wystąpili m.in. Harvey Keitel jako ksiądz i Nicodim Ungureanu jako burmistrz.

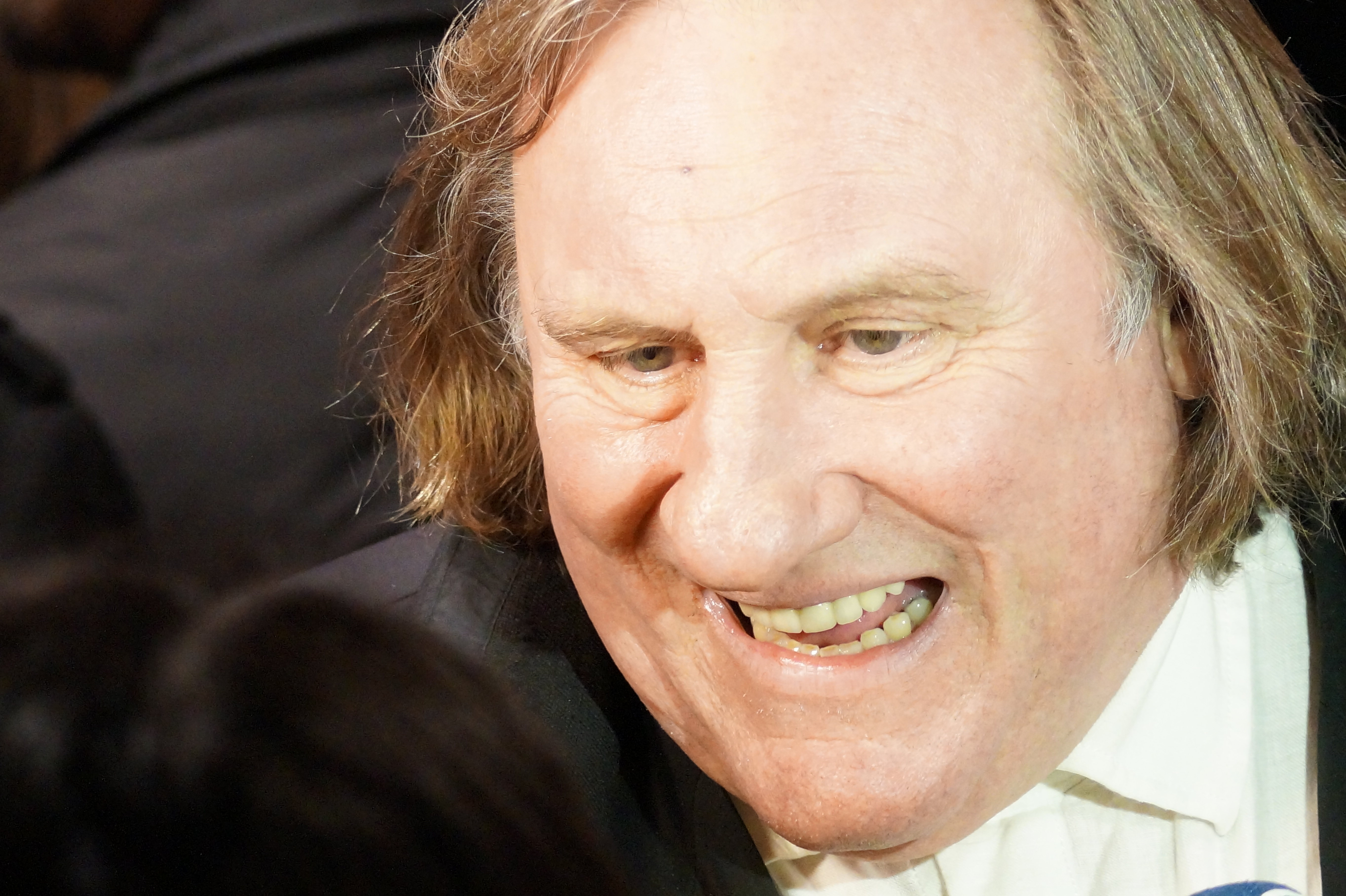
Gérard Depardieu jako Teodor

## Fabuła
Akcja filmu dzieje się na rumuńskiej prowincji. W czasie II wojny światowej zostaje zabity niemiecki żołnierz. Znajduje go chłopiec. Niemcy żądają do rana wydania zbrodniarza, w przeciwnym wypadku zabiją dziesięciu najważniejszych ludzi we wsi. Mieszkańcy zaczynają szukać rozwiązania.

## Obsada
- Gérard Depardieu jako Teodor „Ipu”
- Harvey Keitel jako ojciec Johanis
- Laura Morante jako Margherita
- Bogdan Iancu jako chłopiec Alex
- Alexandru Bindea jako Gossman
- Nicodim Ungureanu jako burmistrz
- Gheorghe Visu jako notariusz
- Hubert Damen jako lekarz

## Produkcja
Zdjęcia kręcone były w Rumunii: w Bukareszcie, Sighișoarze i wiosce Saschiz (okręg Marusza).